# Демидов, Николай Иванович (генерал-лейтенант)
Николай Иванович Демидов (8 апреля 1933, Среднее Девятово, Лаишевский район, Автономная Татарская ССР, РСФСР, СССР — 6 октября 2021, Москва, Россия) — советский и российский государственный деятель, генерал-лейтенант внутренней службы (1984).
В 1956 году окончил юридический факультет Казанского государственного университета имени В. И. Ульянова-Ленина, после чего был направлен на комсомольско-партийную работу. Занимал посты помощника прокурора Елабужской районной прокуратуры (1956—1958), секретаря и первого секретаря Елабужского районного комитета ВЛКСМ (1958—1962), инструктора и секретаря Елабужского городского комитета КПСС (1962—1967), председателя Нижнекамского районного исполнительного комитета (1967—1971), заведующего отделом пропаганды и агитации Татарского областного комитета КПСС (1971—1978). В дальнейшем перешёл в органы внутренних дел СССР. Находился на должностях министра внутренних дел ТАССР (1978—1983), начальника Главного управления по борьбе с хищениями социалистической собственности МВД СССР (1983—1989), заместителя министра внутренних дел СССР (1983—1991). Принимал участие в ликвидации последствий аварии на Чернобыльской АЭС. После распада СССР перешёл на работу в ведомственные учебные заведения. Так, был начальником Республиканского института повышения квалификации МВД России (1991—1994) и Академии управления МВД России (1994—1997). Активно занимался общественной работой, является автором ряда книг на темы радиационных катастроф. Скончался в 2021 году в возрасте 88 лет.

## Биография

### Молодые годы, образование
Николай Иванович Демидов родился 8 апреля 1933 года в селе Среднее Девятово Лаишевского района Автономной Татарской ССР. Из крестьянской семьи Ивана Герасимовича и Лукерьи Ивановны, в которой было восемь детей — шесть сыновей (Николай, Виктор, Юрий, Александр, Алексей, Анатолий) и две дочери (Тамара, Фаина). Николай был старшим среди сыновей. После того как отца призвали на фронт Великой Отечественной войны, он стал практически кормильцем большой семьи, трудясь наравне с матерью и бабушкой на колхозном поле. Отец был от природы одарённым ветеринаром и считался уважаемым в селе человеком, работал до последних дней и скончался в возрасте 71 года; мать, ведшая всё домашнее хозяйство, пережила его на 20 лет.
Окончив Лаишевскую среднюю школу, в 1950 году сдал экзамены для поступления в военно-морское училище и был принят, однако вскоре исключён по возрасту как не достигший 18-летия. Вернувшись домой, по причине послевоенной нехватки педагогов на селе по протекции заведующего Лаишевским районным отделом народного образования в возрасте 17 лет стал учителем русского языка в семилетней школе соседнего села Чирпы, где также избрался комсоргом. В 1951 году поступил в Казанский юридический институт, через год преобразованный в юридический факультет Казанского государственного университета имени В. И. Ульянова-Ленина, который окончил в 1956 году с отличием. Во время учёбы был избран комсоргом факультета, в течение трёх курсов получал повышенную Молотовскую стипендию.

### Комсомольская, партийная работа
После получения образования был направлен на партийно-государственную работу. В 1956 году назначен на должность помощника прокурора Елабужской районной прокуратуры, а в 1958 году вступил в КПСС. В прокуратуре занимался соблюдением законности в деятельности районного отдела милиции, отвечал за все уголовные дела и защищал их в суде, курировал Елабужскую специальную среднюю школу милиции, городскую добровольную дружину, а также детскую колонию. По оценкам журналистов, именно в Елабуге проявились лидерские качества Демидова, его умение «контактировать с населением», конкретность и творческий подход в реализации поставленных задач.
В 1958—1960 годах работал секретарём, а в 1960—1962 годах — первым секретарём Елабужского районного комитета ВЛКСМ. За время работы вывел комсомольскую организацию на лидирующие позиции в помощи с организацией сельского хозяйства и животноводства на селе, за что был премирован мотоциклом «Урал». По инициативе райкома под руководством Демидова только что открытый нефтепромысел был назван в честь 40-летия ВЛКСМ, открывались вечерние школы, при Елабужском педагогическом институте создан рабочий факультет. В те же годы приметил среди членов боевой комсомольской дружины города В. П. Баранникова, который по протекции Демидова поступил в школу милиции, дослужившись в дальнейшем до министра внутренних дел СССР.
В 1962 году стал инструктором Елабужского городского комитета КПСС и одновременно парторгом территориально-производственного колхозно-совхозного управления Татарской АССР, а в дальнейшем до 1967 года занимал должность секретаря Елабужского городского комитета КПСС. В период 1958—1967 годов неоднократно избирался депутатом Елабужского районного совета депутатов трудящихся. Участвовал в возрождении культурно-исторического наследия города, занимался вопросом установления местонахождения могилы Н. А. Дуровой, лично собирал материалы о М. И. Цветаевой, стоял у истоков создания музейно-мемориальных комплексов этих жительниц Елабуги, а также внёс значительный вклад в учреждение дома-музея И. И. Шишкина.
Одним только тем, что сделали Вы для сохранения святынь русской культуры, литературы и поэзии, связанных с именем Надежды Дуровой и Марины Цветаевой, Вы уже заслужили благодарную память потомков.В. Н. Ганичев, председатель правления Союза писателей России, 2003 год.
В 1967—1971 годах занимал пост председателя Нижнекамского районного исполнительного комитета, а также являлся депутатом Нижнекамского городского совета депутатов трудящихся. В те годы, во время создания нефтехимического и автомобильного производств, занимался вопросами инфраструктуры и жизнеобеспечения нового города, в частности, касательно строительства жилья, животноводческих комлпексов, школ, домов культуры, прокладки дорог и коммуникаций. В 1971 году был назначен заведующим отделом пропаганды и агитации Татарского областного комитета КПСС. В период 1971—1985 годов избирался депутатом Верховного совета ТАССР VIII, IX и X созывов. В это время отвечал за всю политическую и спортивную работу в республике, курировал ударные комсомольские стройки и ведущие спортивные клубы, покровительствовал журналистам, занимаясь пропагандированием передовиков и новаторов производства в массовой печати.

### В органах внутренних дел

#### Министр внутренних дел ТАССР

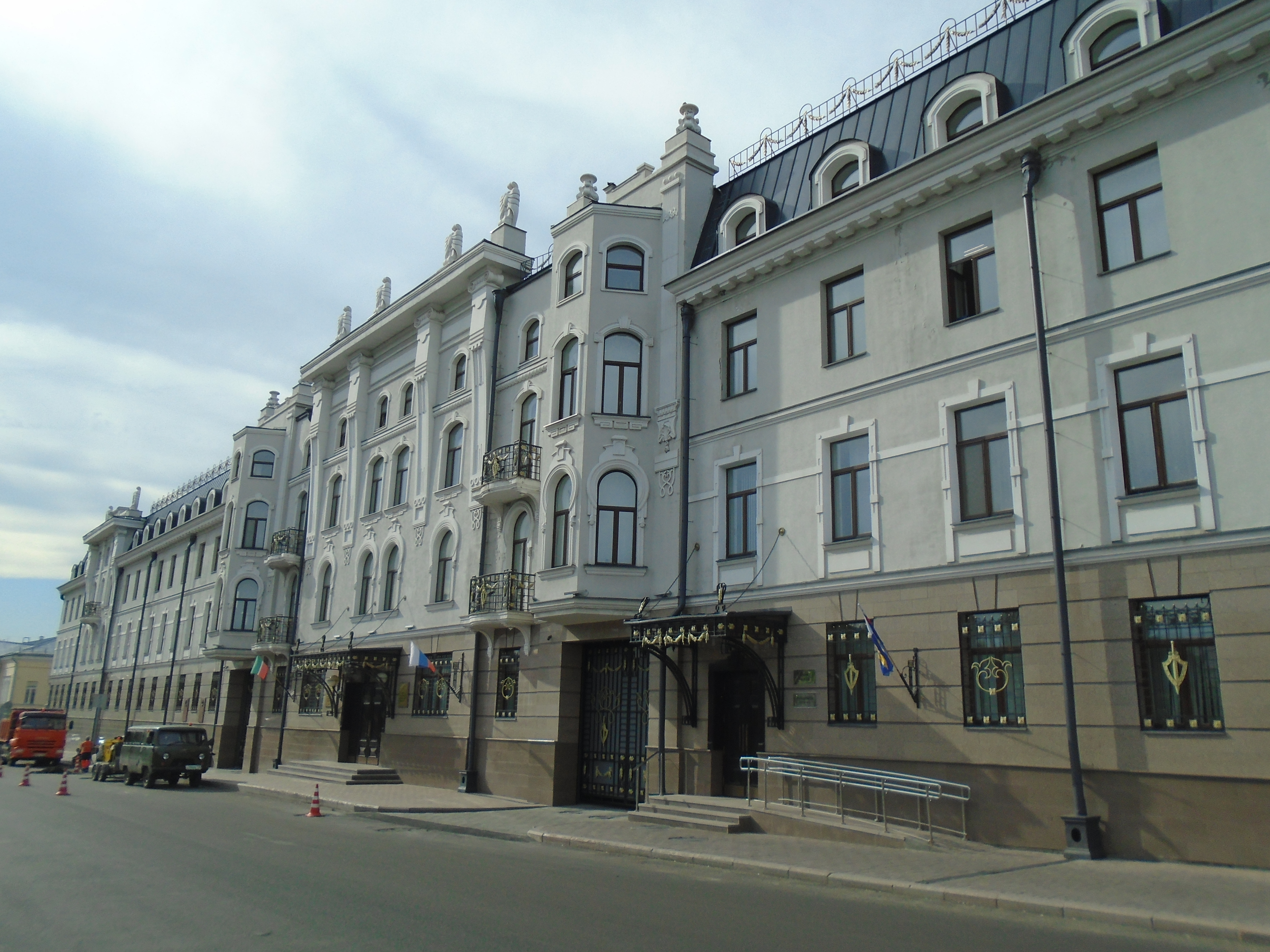
МВД Татарстана, современный вид

27 марта 1978 года приказом МВД СССР был назначен на должность министра внутренних дел Татарской АССР с одновременным присвоением специального звания полковника внутренней службы. Перешёл в органы внутренних дел по протекции первого секретаря Татарского обкома КПСС Ф. А. Табеева для усиления борьбы с преступностью, сменив вышедшего на пенсию С. З. Япеева, «долгожителя» на министерском посту. В 1970-е годы в республике был начат процесс активного развёртывания идеологического образования, однако пропагандистская работа оставляла желать лучшего; многие представители молодёжи воспринимали догматические и регламентированные занятия как обузу, в результате чего некоторые из них в противовес мертворождённым идеологическим образованиям объединялись в банды — наиболее известным примером антисоциальной и преступной молодёжной активности такого рода стал так называемый «казанский феномен».
В условиях разгула бандитизма в столице Татарстана, привлёкшего внимание коллегии МВД СССР, Демидов сфокусировал своё внимание на укреплении кадров, приняв решение решение об образовании оперативных групп по выявлению и ликвидации преступных сообществ и подобрав для этого наиболее подготовленных сотрудников, в том числе В. Ф. Ерина. Так, в 1980 году была обезврежена наиболее известная банда под названием «Тяп-Ляп», занимавшаяся убийствами, налётами и запугиванием населения Казани; двое её руководителей были расстреляны по приговору суда, ряд других получили большие тюремные сроки во многом благодаря Демидову, который настоял на квалификации их действий не по статье об умышленном убийстве (102-я УК РСФСР), а по более тяжкой — о бандитизме (77-я), которая не применялась со времён гражданской войны. 31 октября 1980 года Демидов был повышен в звании до генерал-майора внутренней службы, а МВД ТАССР по итогам оперативной деятельности за 1981 год было признано лучшим в СССР. В том же году в Казани был проведён всесоюзный семинар руководителей кадровых и воспитательных структур МВД по изучению опыта работы с личным составом в ТАССР, а в 1982 году — учебный сбор начальников служб по борьбе с расхищениями социалистической собственности.

#### Заместитель министра внутренних дел СССР
5 октября 1983 года назначен на пост заместителя министра внутренних дел СССР — начальника Управления по борьбе с хищениями социалистической собственности МВД СССР. Преемником на посту министра внутренних дел ТАССР стал С. И. Кирилов, тогда как предыдущим начальником УБХСС был М. П. Юрков. Демидов также стал членом коллегии МВД СССР, а уже 15 декабря статус УБХСС был повышен до главного управления МВД. Создание единой должности замминистра и начальника ГУБХСС было продиктовано усилением борьбы с экономическими мошенничествами и взяточничеством, для чего Демидов уже на союзном уровне решил применить татарский опыт укрепления кадрового состава лучшими работниками. К 1984 году реформы начали давать результат, а ГУБХСС стало одним из лучших управлений МВД СССР, тогда как при личном участии Демидова его сотрудники ликвидировали ряд организованных преступных групп в Москве, Ростове-на-Дону, Краснодарском крае, Средней Азии и других регионах. Под руководством Демидова был арестован ряд крупных деятелей советской торговли, занимавшихся расхитительством и взяточничеством, для содержания которых был учреждён специальный следственный изолятор на территории «Матросской тишины», где, как впоследствии заявлялось, «обеспечивалась надлежащая изоляция, и имелся необходимый инструментарий для разработки основных фигурантов дел, получивших широкий общественный резонанс». Также было образовано подразделение по выяснению покровителей преступных сообществ среди сотрудников правоохранительных органов, ставшее прообразом службы собственной безопасности. 29 октября 1984 года Демидов получил звание генерал-лейтенанта внутренней службы.
В 1985 году Демидов назначен руководителем Научно-технического совета МВД СССР, а также стал куратором всех оперативных главных управлений. В этот период по его предложению в структуре МВД для выявления замаскированных группировок было создано специальное 6-е управление, в дальнейшем преобразованное в Главное управление по борьбе с организованной преступностью. По поручению руководства Демидов начал налаживать контакты с ООН и Интерполом, занявшись изучением опыта борьбы с преступностью в Великобритании, Франции и других странах, а также способствуя внедрению новейших информационных технологий в работу советского МВД. Занявшись координацией в сфере борьбы с наркоманией и наркобизнесом, он стал первым от советских правоохранительных органов участником соответствующей международной конференции в Лондоне. Также Демидов выступал за взаимодействие МВД со средствами массовой информации, общественными организациями и политическими движениями.

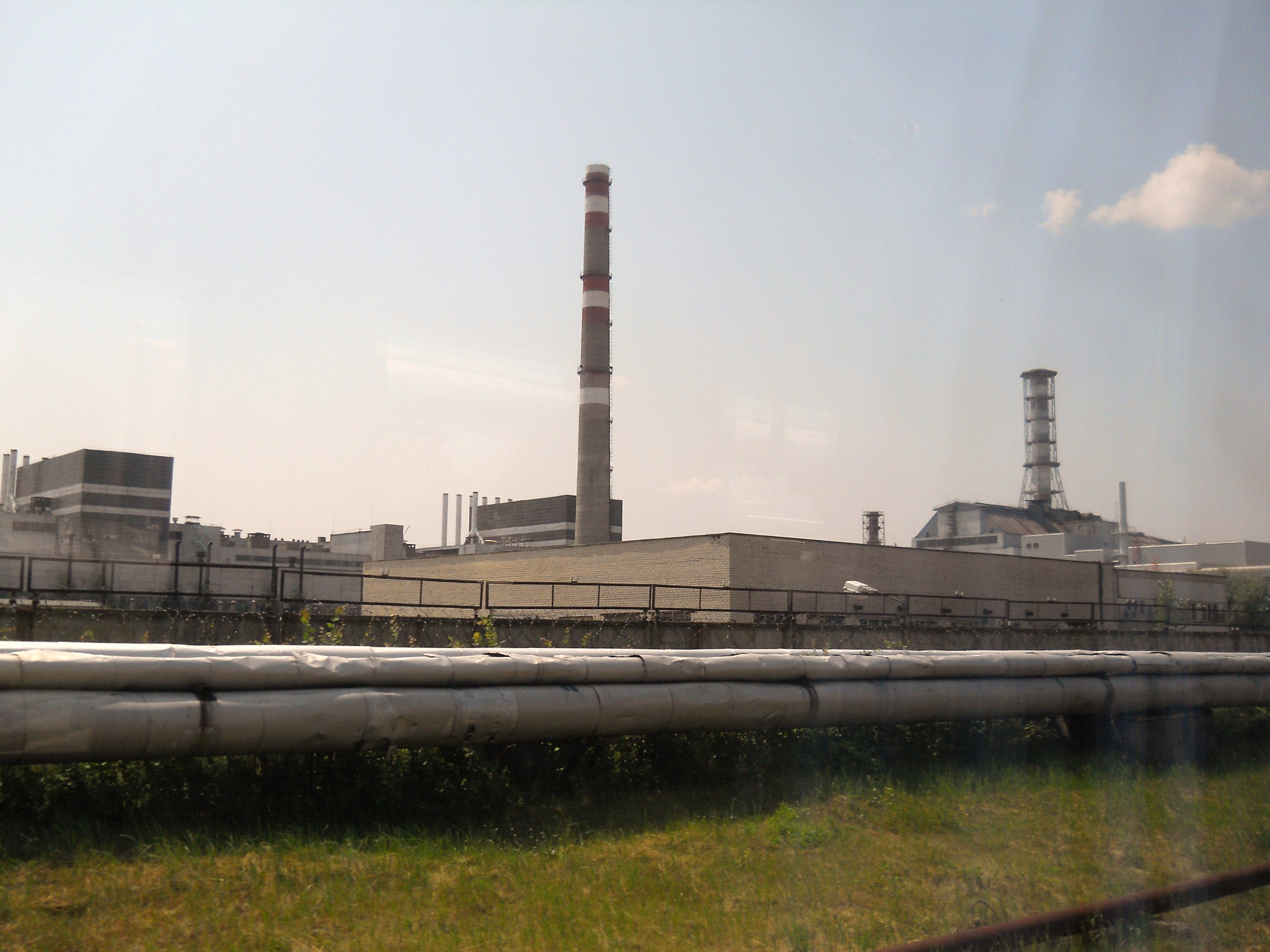
Чернобыльская АЭС, 2011 год

В мае-июне 1986 года Демидов возглавлял оперативный штаб МВД, занимавшийся ликвидацией последствий аварии на Чернобыльской атомной электростанции. Сотрудники внутренних дел и военнослужащие внутренних войск под его командованием в месячный срок возвели ограждение вокруг 30-километровой зоны отчуждения, провели эвакуацию населения, занимались поддержанием правопорядка на вверенной территории, а также вели ликвидаторские работы на самой станции. В частности, по поручению Демидова отряд В. М. Максимчука ликвидировал пожар на станции и предотвратил вторую аварию, причём все участники операции подверглись высокому уровню облучения. Сам Демидов также получил большую дозу радиации, похудев за месяц на 18 килограммов.
28 марта 1989 года был оставлен в должности заместителя министра, тогда как новым начальником ГУБХСС стал В. И. Рунышков. В годы «перестройки» неоднократно направлялся в места обострения межнациональных конфликтов и руководил оперативными группами МВД в Баку, Ереване, Душанбе, Сумгаите, Нагорном Карабахе, Спитаке, Ленинакане, Вильнюсе. В частности, в 1991 году был назначен президентом СССР М. С. Горбачёвым в члены делегации для обсуждения с представителями Литовской ССР «комплекса политических, социальных и экономических вопросов». После достижения предельного возраста в 55 лет для нахождения на действительной службе для генерал-лейтенантов, 14 сентября 1991 года был освобождён от обязанностей заместителя министра.

#### Начальник ведомственных вузов
30 сентября 1991 года занял пост начальника Всесоюзного института повышения квалификации МВД СССР, только что преобразованного из учебного заведения пенитенциарной системы (в дальнейшем — Межреспубликанский институт повышения квалификации МВД СССР, с 1992 года — Республиканский институт повышения квалификации МВД России). В руководстве эти учебным заведением постарался применить свой богатый организаторский опыт при перестройке работы преподавателей, переоценке ценностей в новой исторической и политической реальности, в частности, инициировал сотрудничество с Русской православной церковью. Предшественником Демидова на посту начальника института был В. А. Соколов, а преемником — Н. А. Гудков.
Как результат успешной работы, 1 ноября 1994 года был назначен начальником Академии МВД России, главного учебного и научного учреждения органов внутренних дел, вместо А. И. Алексеева. По предложению Демидова был начат процесс совершенствования научной и преподавательской работы, в целях нравственного и эстетического воспитания личного состава учреждён общественный совет, усилилось взаимодействие между ведомственными учебными заведениями правоохранительных органов и вооружённых сил, слушателей стали готовить к действиям в условиях изменяющейся оперативной и социально-политической обстановки, в частности, на кафедре оперативно-розыскной деятельности повышенное внимание стали уделять вопросам борьбы с экономическими преступлениями, а при Академии МВД был открыт православный храм, первый при учебном заведении в России с 1917 года.

### В отставке
5 мая 1997 года Демидов был выведен в распоряжение Академии МВД, а новым начальником назначен В. Б. Дмитрин. 5 ноября того же года Демидов был уволен из органов внутренних дел по состоянию здоровья с правом ношения форменной одежды, после чего сосредоточился на общественной работе. В 1997 году был избран действительным членом Российской академии естественных наук, являлся членом общественного совета при полномочном представительстве Татарстана в Москве Ещё в 1996 году стал президентом новообразованной организации «МВД — Щит Чернобыля», объединившей ликвидаторов аварии из числа сотрудников органов внутренних дел и военнослужащих внутренних войск. С 2000 года являлся первым вице-президентом международного общественного благотворительного фонда «Во имя мира и человека», возглавляемого Л. Г. Зыкиной.
На пенсии увлекался исторической литературой. Одним из первых в своих публикациях поднял тему первой в СССР и долгое время засекреченной радиационной аварии в Кыштыме, добившись приравнения кыштымцев к чернобыльцам и предоставления им соответствующих льгот, а также преуспев в наделении равными правами гражданских и военных ликвидаторов. Также выступил инициатором награждений государственными наградами чернобыльцев из МВД, в частности, по его ходатайству Максимчуку было присвоено звание Героя Российской Федерации посмертно, сам же Демидов за свои заслуги в Чернобыле был награждён орденом Мужества. Долгие годы собирал исторический материал и устанавливал имена ликвидаторов, став автором ряда книг о Чернобыле и Кыштыме, в которых впервые в литературе обобщил опыт управления силами и средствами органов внутренних дел и внутренних войск при радиационных катастрофах. Так, за одну из работ в составе авторского коллектива в 2002 году был удостоен премии МВД России в области литературы и искусства. В 2018 году отметил 85-летие. До последних дней занимался общественной работой.
Николай Иванович Демидов скончался 6 октября 2021 года в Москве в возрасте 88 лет. Последние дни находился в больнице, лежал в реанимации. Свои соболезнования выразило руководство Казани и Татарстана, полномочного представительства Татарстана в Москве, Лаишевского района, Казанского университета, компании «ТАИФ». Прощание состоялось 9 октября в Центральной клинической больнице управления делами президента Российской Федерации, похороны прошли в тот же день на малой родине Демидова — в селе Среднее Девятово.

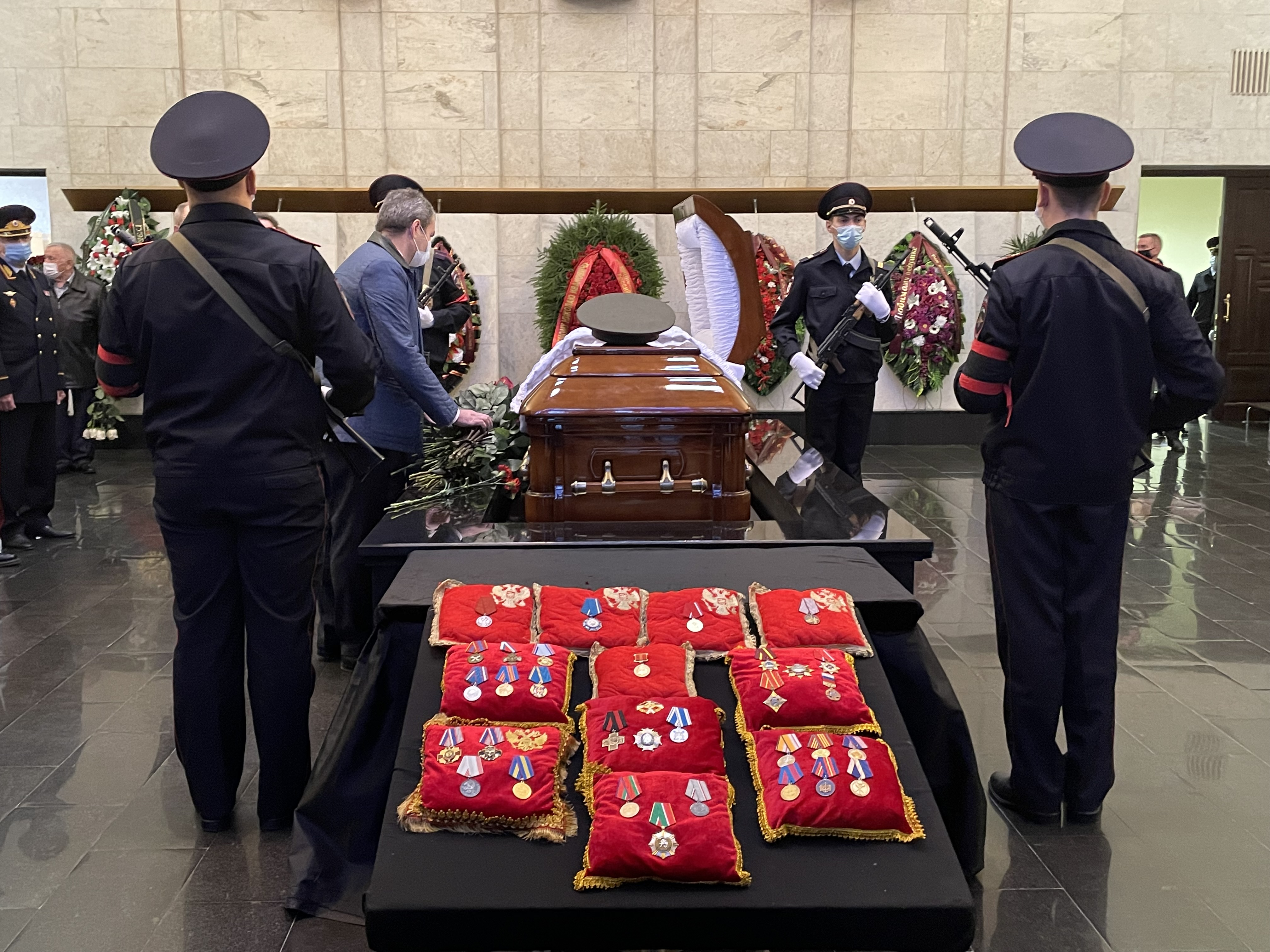
Прощание с Демидовым в московской ЦКБ, 9 октября 2021 года

Легендарная личность. Очень мощный руководитель. Сейчас нет такой школы и такой патриотичной нацеленности на результат. Абсолютно скромный в быту, с чувством юмора, красивый, высокий, цельный во всех отношениях. Я защищала докторскую диссертацию в то время, когда он был начальником Академии управления МВД. Настолько системный подход в управлении, что его можно было поставить на любой участок. Руководить экономикой, органами внутренних дел, вопросами общественных связей. И везде был бы успех. Потому что удивительно системный и цельный человек. И, конечно, легендарная личность в борьбе с преступностью.генерал-майор Т. Н. Москалькова, 2021 год.

## Награды
- Орден Мужества (1996 год), Трудового Красного Знамени (дважды — 1970, 1986 гг.), «Знак Почёта» (1976 год), медаль «За доблестный труд» (1970 год), «Ветеран труда» (1984 год), «За безупречную службу» МВД СССР III степени (1990 год), «В память 850-летия Москвы» (1997 год), «В память 1000-летия Казани» (2005 год)[28][17].
- Нагрудный знак «70 лет ВЧК-КГБ» (1987 год), «Заслуженный работник МВД»[49], именное оружие МВД (1997 год)[42].
- Премия МВД России в области литературы и искусства (2002 год) — как руководителю коллектива авторов книги «Подвиг сотрудников МВД в Чернобыле и Кыштыме»[67].
- Орден «За заслуги перед Республикой Татарстан» (2018 год)[68][69], медаль «За доблестный труд» (2008 год)[70], «100 лет образования Татарской Автономной Советской Социалистической Республики» (2020 год)[6], почётная грамота Республики Татарстан (2003 год)[71].
- Орден Святого благоверного князя Даниила Московского III степени (Русская православная церковь)[72].
- Медаль «30 лет Революционным Вооруженным силам» (Куба, 1986 год)[73].

## Личная жизнь
Семьи Демидовых представляет собой влиятельную династию, ряд представителей которой сделали карьеру в правоохранительных органах, политических структурах республиканского и федерального уровня. Помимо самого Демидова, известны ещё три его брата:
- Юрий (р. 1938), председатель Лаишевского районного исполнительного комитета (1970—1974), первый секретарь Верхнеуслонского райкома КПСС (1976—1985), министр местной промышленности ТАССР (1985—1989)[53][2].
- Анатолий (1955—2015) — первый секретарь Лаишевского районного комитета КПСС (1989—1991), председатель Лаишевского районного Совета народных депутатов (1991—1992), глава администрации Лаишевского района (1992—2002)[76][77].
- Алексей (р. 1952) — председатель Алексеевского районного Совета народных депутатов (1990—1991), глава администрации Алексеевского района (1991—2004), председатель Счётной палаты Республики Татарстан (с 2004 года)[78][79].

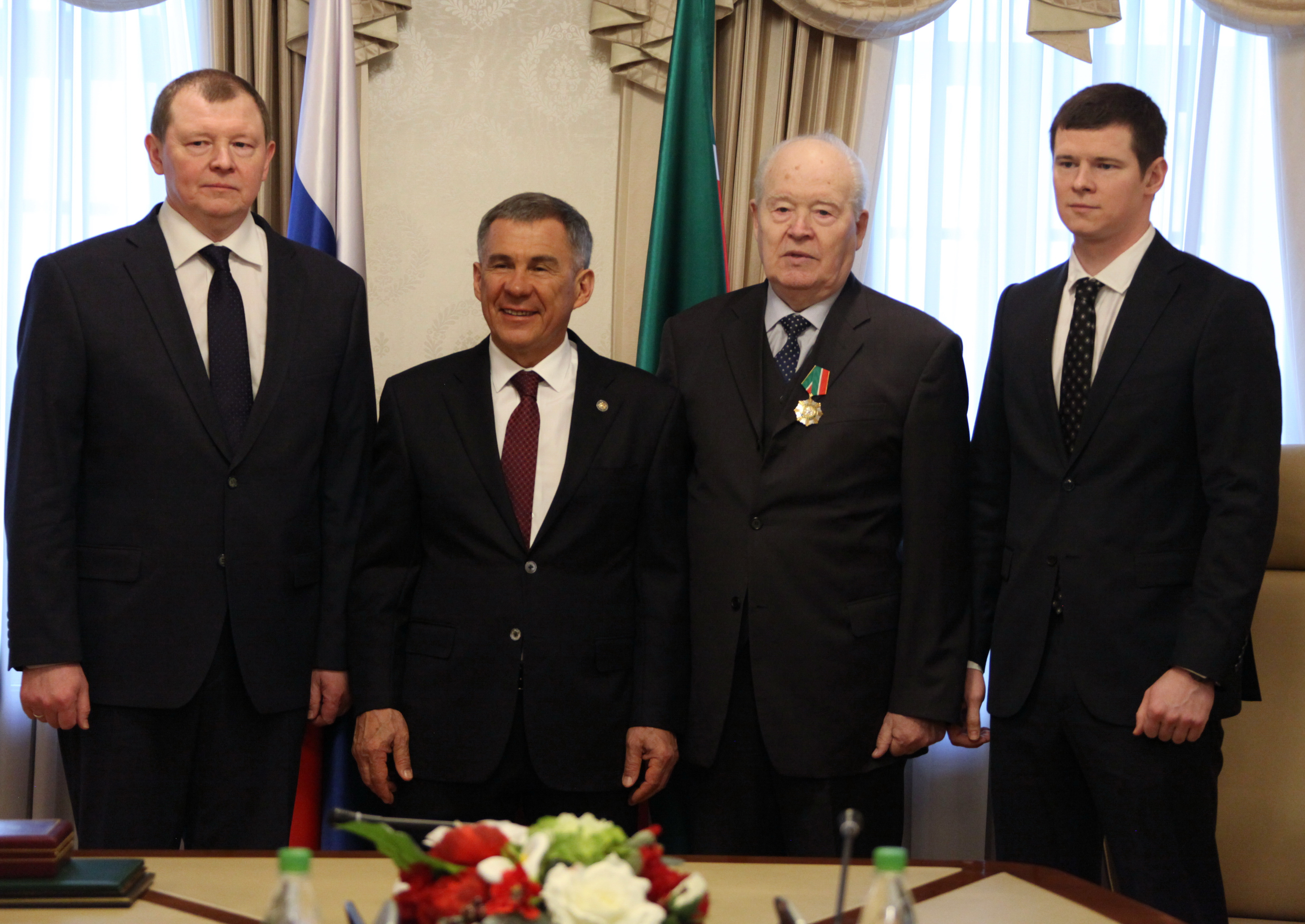
Демидов с сыном и внуком, а также с президентом Республики Татарстан Р. Н. Миннихановым, 2018 год

Жена — Елизавета Ильинична, кандидат исторических наук, доцент, преподаватель ряда высших учебных заведений; познакомились в 1960 году на сабантуе в Бондюге и через полмесяца поженились в Менделеевске. Имел детей: двух сыновей, а также внуков и правнуков. Сыновья стали известными государственными деятелями:
- Юрий (р. 1963) — начальник Главного управления по обеспечению охраны общественного порядка МВД России (2009—2014), начальник Всероссийского института повышения квалификации сотрудников МВД России (2005—2008, 2014—2017), руководитель аппарата комитета Государственной думы по безопасности и противодействию коррупции (с 2017 года).
- Виктор (р. 1961) — председатель Конституционного суда Республики Татарстан (2004—2014), начальник Управления министерства юстиции Российской Федерации по Республике Татарстан (2015—2020), главный федеральный инспектор по Республике Татарстан аппарата полномочного представителя президента Российской Федерации в Приволжском федеральном округе (с 2020 года)[2][81].

## Память
Личные вещи Демидова представлены в музее истории МВД Татарстана. В 2003 году В. Н. Прокопенко, соратник Демидова по работе в органах внутренних дел, выпустил в свет книгу «Слово о генерале Н. И. Демидове», а в 2007 году — документальную повесть про Демидова под названием «Ратник Отечества», выдержавшую два издания.